# Marc Burini
Pour les articles homonymes, voir Burini.
Marc Burini est un homme politique monégasque.

## Biographie
Né le 6 mars 1962, diplômé de l'Institut d'études politiques de Paris (promotion 1987), Marc Burini est conseiller financier.
Il est membre du Conseil national depuis 2008.